# アレクセイ・ポクシェフスキー
アレクセイ・ポクシェフスキー（セルビア語: Aleksej Pokuševski, ラテン文字転写: , 2001年12月26日 - ）は、セルビア共和国ベオグラード出身のプロバスケットボール選手。ユーロリーグとABAリーグに所属するKKパルチザンに在籍している。ポジションはパワーフォワードまたはセンター。

## 経歴

### オクラホマシティ・サンダー(2020-2024)
ユーロリーグのオリンピアコスBCでプレーした後、2020年のNBAドラフトにエントリーした。2020年11月19日に行われたドラフトでは全体17位でミネソタ・ティンバーウルブズから指名された。この年のドラフトで指名された選手の中では最年少であった。その後21日にリッキー・ルビオらが絡む3チーム間トレードで交渉権がオクラホマシティ・サンダーに移り、12月9日にサンダーと契約。13日のサンアントニオ・スパーズ戦でNBAデビューを果たした。その後NBAGリーグのオクラホマシティ・ブルーへ送られたが、再びNBAに昇格し、2021年3月14日のメンフィス・グリズリーズ戦で5本の3ポイントシュートを成功させるなど23得点・10リバウンドのダブル・ダブルを記録。サンダーのルーキーが20得点・10リバウンド以上のダブル・ダブルを記録したのはラッセル・ウェストブルックとダリアス・ベイズリー以来、史上3人目であった。
2024年2月23日にサンダーから解雇された。

### シャーロット・ホーネッツ(2024)
2024年2月28日にシャーロット・ホーネッツとの契約に合意した。7月6日にホーネッツから解雇された。

### KKパルチザン(2024-)
2024年8月19日、ユーロリーグとABAリーグに所属するKKパルチザンへの加入が発表された。

## 個人成績

### NBA

#### レギュラーシーズン
| シーズン | チーム | GP  | GS | MPG  | FG%  | 3P%  | FT%  | RPG | APG | SPG | BPG | PPG |
| -------- | ------ | --- | -- | ---- | ---- | ---- | ---- | --- | --- | --- | --- | --- |
| 2020–21  | OKC    | 45  | 28 | 24.2 | .341 | .280 | .738 | 4.7 | 2.2 | .4  | .9  | 8.2 |
| 2021–22  | OKC    | 61  | 12 | 20.2 | .408 | .289 | .700 | 5.2 | 2.1 | .6  | .6  | 7.6 |
| 2022–23  | OKC    | 34  | 25 | 20.6 | .434 | .365 | .629 | 4.7 | 1.9 | .6  | 1.3 | 8.1 |
| 2023–24  | OKC    | 10  | 0  | 6.0  | .250 | .182 | .500 | 1.0 | .5  | .1  | .1  | 1.2 |
| 2023–24  | CHA    | 18  | 0  | 19.2 | .429 | .364 | .757 | 4.4 | 1.7 | .8  | .7  | 7.4 |
| 通算     | 通算   | 168 | 65 | 20.4 | .391 | .304 | .702 | 4.6 | 1.9 | .6  | .8  | 7.5 |

### ユーロリーグ
| シーズン | チーム           | GP | GS | MPG | FG%  | 3P%  | FT%  | RPG | APG | SPG | BPG | PPG | PIR  |
| -------- | ---------------- | -- | -- | --- | ---- | ---- | ---- | --- | --- | --- | --- | --- | ---- |
| 2018–19  | オリンピアコスBC | 2  | 0  | 3.0 | .000 | .000 | .500 | 1.0 | .5  | .5  | .0  | .5  | .0   |
| 2019–20  | オリンピアコスBC | 1  | 0  | 2.0 | .000 | ---  | ---  | .0  | .0  | .0  | .0  | .0  | -2.0 |
| 通算     | 通算             | 3  | 0  | 2.7 | .000 | .000 | .500 | .7  | .3  | .3  | .0  | .3  | -0.7 |